# Салаирский край
К востоку же от Барнаула, за Обью в 160-200 верстах, находится так называемый Салаирский край. Вся эта местность гориста и покрыта смешанным лесом, который и называется тут «чернью».
Черкасов А.А
В 1781 году в Салаире ссыльным рудоискателем Дмитрием Поповым были открыты крупнейшие месторождения серебряных руд. Попов расспрашивал местных охотников о встречающихся интересных камнях в горной тайге, обещая награду за указание их мест.
Первоначально салаирские руды увозили для переплавки на алтайские заводы. Однако затем горное начальство посчитало более выгодным постройку завода на месте добычи руды. Так был построен в 1795 году Гавриловский серебряный завод для плавки этих руд и по велению Екатерины II был назван в честь горного начальника Алтайского округа Гавриила Качка, этого знаменитого деятеля, при котором так много сделано для горного дела в крае. При нём были открыты и самые мощные рудники — Ридерский (1786 г.) и Зыряновский (1791 г.) и введена в Томском железном заводе на одной печи в виде опыта плавка руд на каменном угле, который добывался в 45 верстах на реке Томи в Кузнецком горном округе.
Предположительно в 1785 г. в связи с открытием и освоением горнорудных месторождений была учреждена Салаирская горная контора. Контора являлась местным органом заводского управления и подчинялась Горной экспедиции Колыванской губернии. В 1797 г., в связи с воссозданием канцелярии Колывано-Воскресенского горного начальства, перешла в её ведение.
Возглавлял Салаирскую горную контору управляющий, которому подчинялись несколько помощников. В функции конторы входило заведование Кабинетскими заводами и рудниками, организация добычи руды и выплавки металла, снабжение припасами и материалами предприятий, содержание чиновников, служащих и рабочих. Делопроизводство велось по пяти столам. Первый стол заведовал горными командами и полицией, второй — разработкой рудников, третий — делопроизводством, четвёртый — снабжением, пятый — счётный отдел. Заводы и рудники возглавляли приставы, подчиняющиеся управляющему горной конторы. По указу от 25 марта 1893 г. Салаирская горная контора была ликвидирована.
В конце 1806 г. управляющим Салаирским краем назначен П. М. Залесов. Им в Салаире открыто несколько десятков рудных месторождений, два золотосодержащих прииска. В начале XIX века Гавриловский завод уже не мог обеспечить нужды Кабинета. Появилась потребность в постройке второго сереброплавильного завода. Управляющий Салаирским краем Поликарп Михайлович Залесов получил распоряжение найти площадку для строительства нового завода. Место для завода было найдено в 1811 году на реке Бачат, близ Салаирского рудника. Но вопрос о строительстве завода отложен до лучших времён по причине начавшейся войны с Наполеоном. Лишь в 1815 году Горный Совет утвердил смету строительства завода в 16950 рублей, а в марте следующего года вынес решение «приступить к построению оного завода под распоряжением тамошнего управляющего гиттенфервальтера Залесова». Для стройки первой очереди завода выделялось 500 мастеровых; по 25 человек с Барнаульского и Сузунского заводов и 450 человек с Салаирских рудников. Закончив строительство в летний сезон 1816 года, нужно было «начать и самое действие» — дать первую плавку. Сереброплавильный завод был пущен только 15 ноября 1816 года в день святых мучеников Гурия и Дмитрия и получил название Гурьевского. В ведомостях к Горному Совету 1817 года имеется запись: «Ведомость Гурьевскому заводу общая о проплавке руд за 1816 г. 4 плавильные печи в действии обращались с 15 ноября по 1-е число января 1817 года без остановка».
Но вскоре определилось новое его назначение, и завод стал развиваться как предприятие чёрной металлургии. В 1818 году Горный Совет утверждает «Ведомость о строениях при заводах и рудниках, какие из них требуются сделать и какие поправить». Это был своеобразный план развития производства в округе Колыванских заводов, начальником которых к этому времени был уже П. К. Фролов. Отмечалось в частности, что Томский завод «по-настоящему действию своему не может удовлетворить вполне всех надобностей прочих заводов и рудников». В связи с этим принимается решение «…дабы не упустить для снабжения заводов и рудников потребным для них железом и железными и чугунными вещами; то по достаточному количеству воды при Гурьевском заводе и по нахождению в недальнем расстоянии железных руд, устроить при оном доменный горн для плавки чугуна и два кричных молота для выковки железа, к чему приступить с открытием весны нынешнего года». Однако строительство домны и кричных молотов затянулось и лишь в 1826 году печь дала первую плавку. В делах Горного Совета отмечалось, что в 1826 году Гурьевский завод дал «чугуна штыкового» (в слитках) «1052 пуда, да в отлитых вещах 497 пудов». В двадцатых годах под руководством П. М. Залесова и Л. А. Соколовского на заводе проводились опытные плавки чугуна, железа и стали, кузнечные и другие работы с помощью каменного угля. В 30-х годах Гурьевский завод получил первые печи для производства стали и стан для проката железных заготовок в листы, а с 1844 года Гурьевский завод вообще прекратил плавку серебряной руды и полностью стал предприятием чёрной металлургии. Томский и Гурьевский заводы долгое время работали на бурых железняках из близлежащих месторождений Салаирского кряжа. В то время Томский и Гурьевский заводы были единственными железоделательными мануфактурами обширного кабинетского хозяйства в Западной Сибири.
С 1828 г., в связи с упразднением канцелярии и созданием Колывано-Воскресенского горного правления, Салаирская горная контора была передана в его ведение. В 1830 г. Колывано-Воскресенское горное правление было переименовано в Алтайское.
В 1841 г. управляющим рудниками и заводами Салаирского края был назначен горный инженер Фрезе А. Е.. В 1844 г. Кузнецкий бассейн посетил профессор Московского университета Г. Е. Щуровский. Совершив с управляющим Салаирскими рудниками Фрезе совместную поездку в район с. Афонино, он кратно описал Афонинское месторождение угля. Щуровский был поражён угольным богатством Земли Кузнецкой. В своём труде (1846) он писал: «это обширнейшая каменноугольная котловина из всех известных. Какой обильный запас горючего материала сокрыт в ней для будущей промышленности!».